# تحالف الصهاينة المراجعين
تحالف الصهاينة المراجعين أو هاتسوهار (العبرية: הצה"ר) كانت منظمة صهيونية تصحيحية وحزب سياسي في فلسطين الانتدابية وإسرائيل المستقلة حديثًا.

## التاريخ
تأسست منظمة هاتسوهار على يد زئيف جابوتنسكي وآخرين في باريس في نيسان 1925 م. وقد جاء ذلك في أعقاب إنشاء حركة الشباب التعديلية بيتار التي أسسها جابوتنسكي في عام 1923. كانت النواة الأولية للحركة تتكون من مجموعة من الصهاينة الروس الذين دعموا جابوتنسكي في إنشاء الفيلق اليهودي خلال الحرب العالمية الأولى.
تظهر صورة المؤتمر العالمي الأول في باريس عام 1925 22 عضوًا مؤسسًا. بالإضافة إلى جابوتنسكي، كان من بينهم: م. بيرشين بينيديكتوف، إيزيدور فرانكل، مائير جروسمان، أ. جينسبورج، أرون بروبس، جاك سيغال، ألبرت ستارا، زئيف (فلاديمير) تيومكين، زينوفي تيومكين، إسرائيل تريفوس، ويهوشوا ييفين.
ينبع اسم "المراجع" من مطالب هؤلاء الصهاينة بمراجعة سياسات المنظمة الصهيونية وقيادتها تحت قيادة حاييم وايزمان، وكذلك القيادة اليهودية المنتخبة في فلسطين. لقد اعتبروا هذه السياسات بمثابة استرضاء لقرارات الحكومة البريطانية في فلسطين الانتدابية.
بدأ الحزب في نشر صحيفة "هازيت هاعام" في عام 1931، ولكن السلطات البريطانية أغلقتها بعد بضعة أشهر. لقد استمروا في تأسيس هايآردين، وفي عام 1938 صحيفة همشكيف اليومية. وكان الحزب قد ارتبط لفترة وجيزة أيضًا بـ "دور هايوم".
كان للأعضاء البولنديين في المنظمة، من بين أمور أخرى، دور فعال في إنشاء الاتحاد العسكري اليهودي، إحدى المنظمتين اليهوديتين اللتين نظمتا انتفاضة غيتو وارسو.
في وقت استقلال إسرائيل في عام 1948، كانت هاتسوهار أكبر منظمة يمينية في البلاد، وكان لها ثلاثة مقاعد في مجْلس الدولة المؤقت (الذي كان يشغله هرتزل روزنبلوم، وتسفي سيغال، وبن تسيون ستيرنبرغ). لكن تأسيس منظمة حيروت على يد مناحيم بيغن في العام نفسه قوض نجاحها. وعلى الرغم من أن بعض المتشددين زعموا أن بيجين كان يسعى إلى سرقة عباءة جابوتنسكي ورفض الانشقاق عن الحزب، إلا أن هازوهار، تحت قيادة أرييه ألتمان، فازت بأقل من 1% من الأصوات في الانتخابات الأولى في إسرائيل، وفشلت في عبور العتبة الانتخابية للكنيست. في المقابل، فاز حزب حيروت بـ 14 مقعدًا بنسبة 11.5% من الأصوات؛ وانضم ألتمان لاحقًا إلى حيروت وانتخب للكنيست ضمن قائمته في عام 1951، في حين حمل بيغن أيديولوجية الليكود التصحيحية إلى النصر الانتخابي في عام 1977.
تم حل الحزب قبل انتخابات عام 1951 عندما اندمج مع حزب هيروت.

## القادة
| قائد | قائد | قائد           | تولى منصبه | المكتب الأيسر |
| ---- | ---- | -------------- | ---------- | ------------- |
| 1    |      | زئيف جابوتنسكي | 1925       | 1940          |
| 2    |      | مناحيم بيغن    | 1940       | 1948          |
| 3    |      | أرييه ألتمان   | 1948       | 1949          |

## نتائج الانتخابات
| انتخاب | قائد           | الأصوات   | %         | مكان       | المقاعد التي فازت بها | +/−  |
| ------ | -------------- | --------- | --------- | ---------- | --------------------- | ---- |
| 1925   | زئيف جابوتنسكي |           |           | الرابع     | 15 / 221              | جديد |
| 1931   | زئيف جابوتنسكي | 8,069     | 16.3      | الثاني     | 10 / 71               | ▼ 2  |
| 1944   | مناحيم بيغن    | لم يتنافس | لم يتنافس | لم يتنافس  | لم يتنافس             | ▼ 10 |
| 1949   | أرييه ألتمان   | 2,892     | 0.7       | الرابع عشر | 0 / 120               |      |

## معرض الصور

المؤتمر العالمي الأول هازوهار، باريس 1925
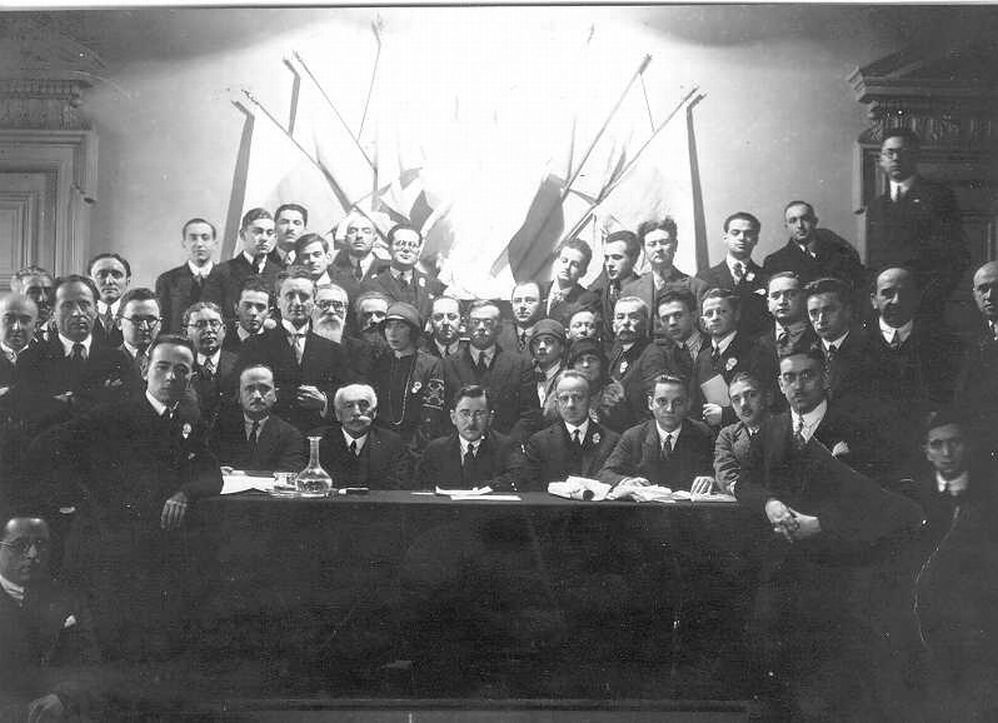
زئيف جابوتنسكي في مؤتمر هاتسوهار (على الأرجح في باريس، في النصف الثاني من عشرينيات القرن العشرين)
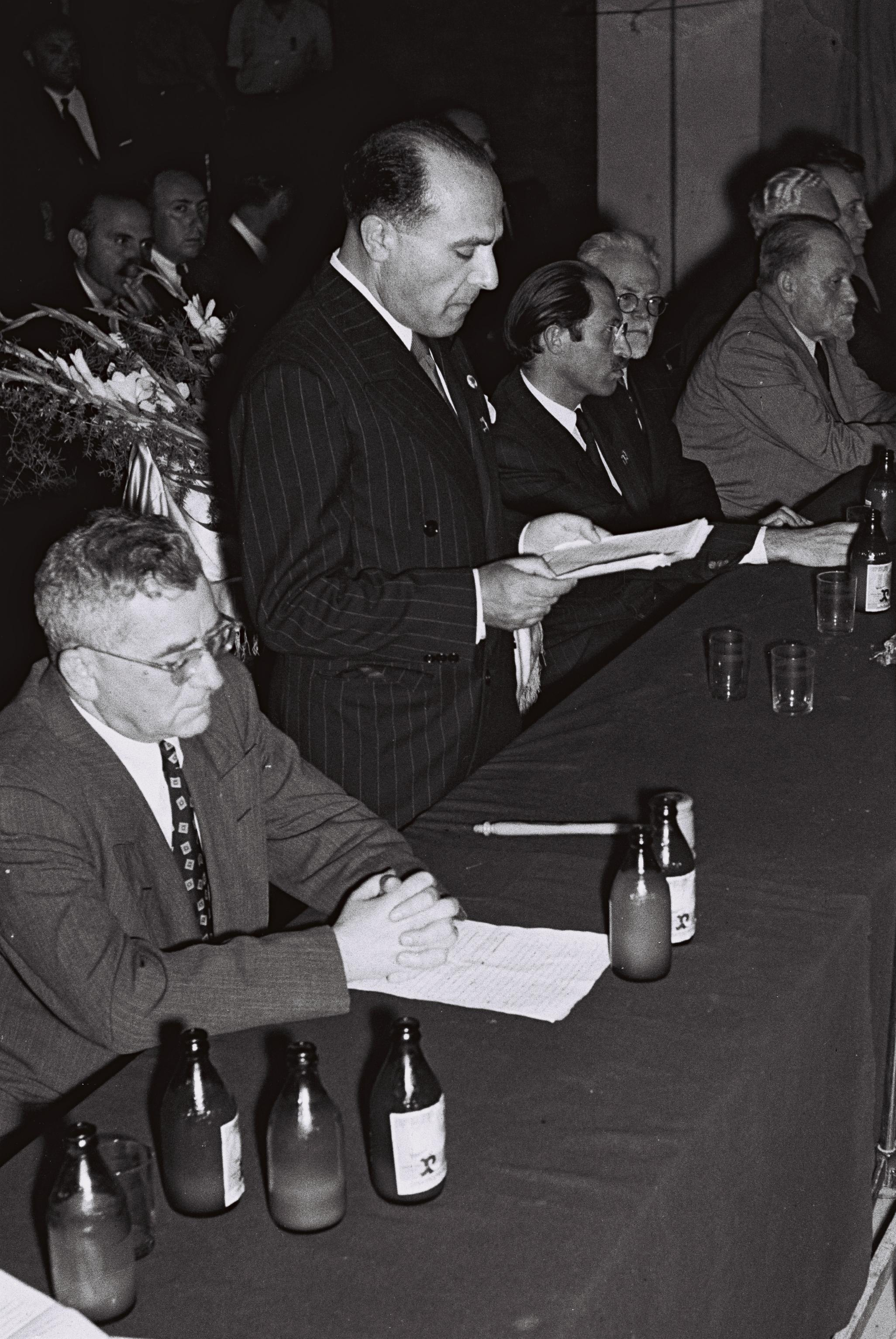
مؤتمر هاتسوهار عام 1949

## طالع أيضًا
- سياسة إسرائيل